# Ng'hong'honha
Ng'hong'honha è una circoscrizione rurale (rural ward) della Tanzania situata nel distretto urbano di Dodoma, regione di Dodoma. Conta una popolazione di 9 536 abitanti (censimento 2012).